# Butkus
Butkus ist ein litauischer männlicher Familienname.

## Ableitungen
- Butkevičius

## Weibliche Formen
- Butkė (neutral)
- Butkutė (ledig)
- Butkuvienė (verheiratet)

## Namensträger
- Aleksas Butkus (* 1953), litauischer Politiker
- Andrius Butkus (* 1991), litauischer Fußballspieler
- Dick Butkus (1942–2023), US-amerikanischer American-Football-Spieler und Schauspieler
- Inha Butkus, Geburtsname von Inha Babakowa (* 1967), ukrainische Hochspringerin
- Mindaugas Butkus (* 1961), litauischer Diplomat
- Viktoras Butkus (Theologe) (1923–1993), litauischer Theologe
- Viktoras Butkus (Biochemiker) (* 1954), litauischer Biochemiker, Industriemanager und Museumsgründer
- Vytautas Butkus (* 1949), sowjetischer Ruderer